# Accademia drammatica degli infuocati

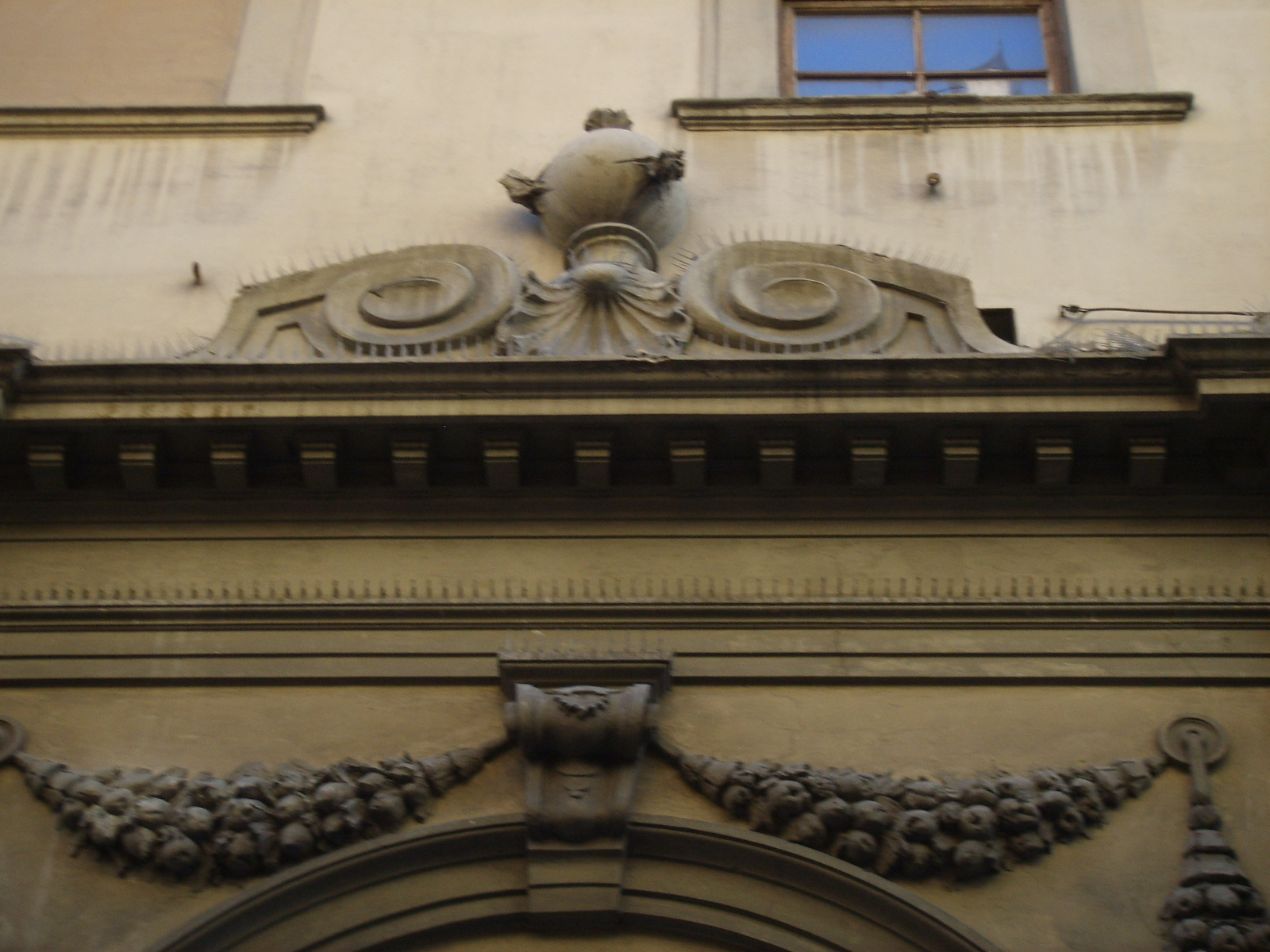
La "bomba" simbolo dell'Accademia drammatica degli infuocati, sull'ingresso del teatro Niccolini di Firenze

L'Accademia drammatica degli infuocati fu istituita a Firenze da don Lorenzo de' Medici nel Casino sul lungarno Corsini.
Quando il Casino, insieme alle case di Dino Compagni, di quelle dei Minerbetti e di quelle degli Ardinghelli, fu distrutto per costruire il palazzo Corsini, l'Accademia si trasferì nelle case degli Ughi in via del Cocomero, oggi via Ricasoli, dove fu costruito il teatro del Cocomero, poi teatro Niccolini. In questo teatro furono rappresentate tragedie e commedie classiche.
Il motto dell'Accademia era "a tempo infocato" ed essa aveva come simbolo una bomba, che ancora si può vedere sopra la lunetta dell'ingresso al teatro.
L'Accademia drammatica degli infuocati passò poi sotto la direzione di Giovan Carlo de' Medici.
L'Accademia degli Infuocati è stata rifondata dall'imprenditore Maruro Pagliai in occasione della riapertura del teatro Niccolini, a fine del 2015. Lo scopo dell'associazione è organizzare eventi culturali nel teatro.